# ديف فالي
ديف فالي (بالإنجليزية: Dave Valle) هو لاعب كرة قاعدة أمريكي، ولد في 30 أكتوبر 1960 في Bayside, Queens ‏ في الولايات المتحدة.

## وصلات خارجية
- ديف فالي على موقعبيزبول رفرنس.كوم (الدوري الرئيسي) (الإنجليزية)
- ديف فالي على موقعبيزبول رفرنس.كوم (الدوري الثانوي) (الإنجليزية)